# نصر بن سبکتگین
ابوالمظفر نصر بن سبکتکین (؟ - ۹۹۷ م) سپهسالار خراسان در زمان سلطان محمود و والی بست بود. نصر از جانب محمود با منتصر سامانی جنگید و او را شکست داد.